# Šafářské Domky
Šafářské Domky (německy Schafferhäuseln) jsou osada města Teplá v okrese Cheb v Karlovarském kraji. Osada je součástí katastrálního území Klášter Teplá. Nachází se asi 3 km jihovýchodně od Teplé, 13 km jihozápadně od Toužimi a 45 km jihozápadně od Karlových Varů.
V Šafářských Domcích je registrováno deset čísel popisných: 26, 30, 34, 35, 49, 51, 52, 56, 57 a 59. Nacházejí se zde pomník s křížem a čtyři rybníky: Velký Myší král, Malý Myší král a dva bezejmenné. V 19. a 20. století zde stávala zvonička, která byla po roce 1980 kvůli neudržování a značnému poškození snesena.